# Гіперінфляція

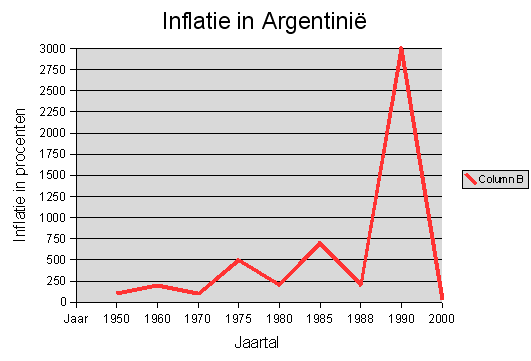
Гіперінфляція в Аргентині

Гіперінфляція — інфляція, що вийшла з-під контролю, ситуація, коли ціни стрімко зростають разом зі швидким знеціненням грошової одиниці. Формально гіперінфляцію визначають як інфляцію з темпами понад 50 % на місяць. У неформальному використанні термін може застосовуватися до набагато менших темпів інфляції.

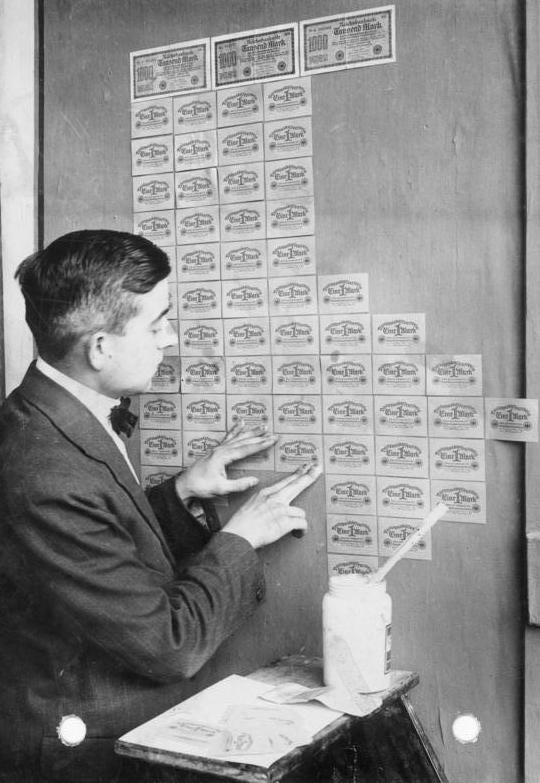
Німеччина, 1923: банкноти втратили свою цінність настільки, що їх використано як шпалери.

Формальний критерій гіперінфляції був введений американським вченим Філіпом Кейганом. Початком гіперінфляції вважають місяць, у якому зростання цін вперше перевищує 50 %, а кінцем — місяць, попередній тому, у якому зростання цін падає нижче цієї критичної точки та не досягає її знову хоча б протягом року.
Прикладом країн, де була присутня інфляція, що переходить у гіперстадію, є Німеччина 1920—1923 рр., Австрія 1921—1923 pp., СРСР 1921—1924 pp., Греція 1943—1944 pp., Угорщина 1945—1946 рр., Латиноамериканські країни 1970—1980 рр.
Так, у Німеччині після першої світової війни з 1922 до 1923 pp. ціни зросли з 1 до 10.000.000.000. Тобто, якщо за певний товар на початку 1922 р. потрібно було сплатити 1 марку, то наприкінці 1923 р. — вже 10 млрд марок. Гіперінфляція Угорщини після Другої світової війни встановила рекорд за найвищим місячним рівнем інфляції за всю історію  – 41,9 квадрильйона відсотків (4,19×1016 %; 41 900 000 000 000 000 %) за липень 1946 року.

## Причини виникнення
Основною причиною виникнення гіперінфляції є раптове та істотне збільшення обсягів грошової маси, яка не підтримується відповідним зростанням пропозиції товарів та послуг. Це призводить до втрати балансу між попитом та пропозицією грошей (як самих грошей, так і банківських депозитів), втрати довіри до грошей, подібно до «набігу на банк» (англ. bank run).
Зазвичай, уряд вимушений вдатись до друку грошей для компенсації дефіциту бюджету за відсутності можливості позичити гроші (можливо, через небажання кредиторів ризикувати).
Запровадженням законів про платіжні засоби, контролю за цінами для протидії втрати банкнотами вартості щодо золота, срібла, твердої валюти або товарів не вдається повернути довіру та цінність до паперових грошей. Якщо установа, відповідальна за друк грошей, підтримує випуск нових грошей (грошову емісію), а решта чинників зберігаються незмінними, гіперінфляція не припиняється.
Гіперінфляцію зазвичай пов'язують з паперовими грішми (банкнотами), оскільки вони краще підходять для збільшення грошової маси: достатньо лише домалювати нулі на друкових матрицях, або, навіть, надрукувати нові цифри на старих банкнотах. Гіперінфляція траплялась в різні часи в різних країнах. Слідом за нею в обіг входили «тверді гроші». Старіші економіки переходили на тверду валюту або на бартер.

### Трактування Австрійської школи
За визначенням Мюррея Ротбарда, випуск банками (нині, центральним банком) банкнот в обсягах, більших за накопичений резерв «твердої валюти» (золото, срібло, монети з коштовних металів) може називатись інфляцією.
Коли уряд та банки починають друк нових банкнот, що може призводити до підвищення цін на деякі товари, широкий загал допомагає послабити вплив надмірної пропозиції грошей. Громадянам здається, що зростання цін — мінливе, і що ціни незабаром повернуться до попередніх показників. Тому люди починають накопичувати гроші, оскільки сподіваються придбати в майбутньому за них більше товарів. Як наслідок, ціни зростають повільніше за зростання пропозиції грошей. Уряд отримує більшу кількість справжніх ресурсів від людей ніж очікувалось, оскільки попит людей на ці ресурси стає нижчим.
Незабаром громадяни починають усвідомлювати що відбувається. Виникає враження, що уряд намагається застосувати інфляцію як додатковий податок і що ціни вже не повернуться до попередніх значень. Люди починають скуповувати товари, що призводить до падіння попиту суспільства на гроші, та зростання цін швидшого за зростання грошової пропозиції. Ефект від здуття пропозиції грошей для уряду зменшується. Цей етап є початком неконтрольованого зростання цін.
Прискорення росту цін, своєю чергою, призводить до скарг на «брак грошей», та спонукатиме уряд друкувати нові гроші, що, своєю чергою, викличе ще швидше зростання цін. Через деякий час, вартість грошей наближається до нуля, ціни стають астрономічними, люди відмовляються від грошей та повертаються до бартеру, виробництво зупиняється, прошарки людей з фіксованими доходами (пенсіонери, інваліди тощо) опиняються на межі виживання, люди втрачають мотивацію для роботи, оскільки вимушені витрачати значні зусилля аби позбутись зароблених грошей в обмін на справжні товари.
На цьому етапі економіка майже зруйнована, ринок паралізовано, а суспільство зубожіє.

## Приклади
Україна до сьогодні утримує абсолютний середньорічний рекорд гіперінфляції за підсумками 1993 року (10000 %). (Станом на грудень 1993 — 10 156 %)

### Історичні приклади
| Країна          | Рік/Роки  | Найвища інфляція протягом місяця, % |
| --------------- | --------- | ----------------------------------- |
| Азербайджан     | 1991—1994 | 118.09                              |
| Аргентина       | 1989—1990 | 196.6                               |
| Австрія         | 1921—1922 | 124.27                              |
| Білорусь        | 1994      | 53.4                                |
| Болгарія        | 1997      | 242.7                               |
| Бразилія        | 1989—1993 | 84.32                               |
| Вірменія        | 1993—1994 | 438.04                              |
| Китай           | 1947—1949 | 4208.73                             |
| Конго (Заїр)    | 1991—1994 | 225                                 |
| Німеччина       | 1920—1923 | 29 525.71                           |
| Польща          | 1989—1990 | 77.33                               |
| Радянський Союз | 1922—1924 | 278.72                              |
| Сербія          | 1992—1994 | 309 000                             |
| Тайвань         | 1945—1949 | 398.73                              |
| Таджикистан     | 1995      | 78.1                                |
| Туркменістан    | 1993—1996 | 62.5                                |
| Франція         | 1789—1796 | 143.26                              |
| Грузія          | 1993—1994 | 196.72                              |
| Греція          | 1942—1945 | 11 288                              |
| Казахстан       | 1994      | 57                                  |
| Киргизстан      | 1992      | 157                                 |
| Нікарагуа       | 1986—1989 | 126.62                              |
| Перу            | 1988—1990 | 114.12                              |
| Польща          | 1921—1924 | 187.54                              |
| Угорщина        | 1923—1924 | 82.18                               |
| Угорщина        | 1945—1946 | 1.295×1016                          |
| Україна         | 1992—1994 | 249                                 |
| Югославія       | 1990      | 58.82                               |

АнголаНайгостріший період інфляції припав на період з 1991 до 1995 року.
АргентинаНайгостріший період інфляції припав на період з 1975 до 1991 року.
АвстріяУ період між 1921 та 1922 роками інфляція в Австрії досягла 134 %.
Зімбабвена початку XXI ст. Зімбабве переживало потужну гіперінфляцію, яка досягла 623 % січні 2004 року, потім уповільнилась протягом 2004 року перед тим як пришвидшитись до 1 281.1 % в 2006 році.
У квітні 2007 інфляція досягла 3.714 % в річному вимірі. Щомісячна інфляція протягом квітня 2007 перевищила 100 %, що означало, що незабаром інфляція перевершить всі очікування, оскільки збереження показника інфляції понад 100 % протягом 12 місяців означатиме річну інфляцію більше 400.000 %.
Радянський СоюзВ період між 1922 та 1924 рр. Москва відмовилась від ідеалу безгрошової економіки та повернулась до традиційної фінансової практики. Перехід до грошового обігу був ускладнений тим, що уряду були необхідні великі гроші для покриття бюджетного дефіциту. В перші три роки НЕПу в Радянському Союзі водночас існувало дві грошові системи: одну представляли майже повністю знецінені папірці, які називали рос. дензнаки або рос. совзнаки; другу — нові золоті рублі, які називали «червонцями».: Паперові рублі випускали з такою швидкістю, з якою могли працювати друкарські верстати. В 1921 р. їх випуск сягнув 16 трильйонів. В 1922 р. близько двох квадрильйонів. Селяни відмовлялись брати «папірці» та віддавали перевагу іншим еквівалентам, головним чином, міри зерна.